# Mitch Hedberg
Mitchell Lee "Mitch" Hedberg (Saint Paul, Minnesota, Estats Units, 24 de febrer de 1968 - Livingston, Nova Jersey, 30 de març de 2005) va ser un comediant i actor estatunidenc amb una reeixida carrera tant en el vessant humorista com en el d'actor en pel·lícules.